# Bundestagswahlkreis Mittelems
Der Wahlkreis Mittelems (Wahlkreis 31) ist ein Bundestagswahlkreis in Niedersachsen. Er umfasst den Landkreis Grafschaft Bentheim und vom Landkreis Emsland die Gemeinden Emsbüren, Geeste, Haselünne, Lingen (Ems), Meppen und Salzbergen sowie die Samtgemeinden Freren, Herzlake, Lengerich und Spelle.

## Wahlkreisgeschichte
Der Wahlkreis hatte bei den Bundestagswahlen von 1980 bis 1998 die Nummer 26, von 2002 bis 2009 die Nummer 32 und trägt seit der Wahl 2013 die Nummer 31. Der Wahlkreis gilt als sicherer Wahlkreis für die CDU.
Im Zuge der Neuordnung der Wahlkreise vor der Bundestagswahl 1980 wurde der Wahlkreis aus Teilen der ehemaligen Wahlkreise Emsland und Lingen neu gebildet. Das Wahlkreisgebiet hat sich seither nicht verändert.

## Wahlkreisabgeordnete
| Wahl | Abgeordneter | Abgeordneter     | Partei | Stimmen in % |
| ---- | ------------ | ---------------- | ------ | ------------ |
| 1983 |              | Hans-Gerd Strube | CDU    | 60,0         |
| 1987 | 54,8         | Hans-Gerd Strube | CDU    |              |
| 1990 | 57,2         | Hans-Gerd Strube | CDU    |              |
| 1994 |              | Hermann Kues     | CDU    | 57,0         |
| 1998 | 53,3         | Hermann Kues     | CDU    |              |
| 2002 | 53,3         | Hermann Kues     | CDU    |              |
| 2005 | 55,6         | Hermann Kues     | CDU    |              |
| 2009 | 54,6         | Hermann Kues     | CDU    |              |
| 2013 |              | Albert Stegemann | CDU    | 59,0         |
| 2017 | 53,6         | Albert Stegemann | CDU    |              |
| 2021 | 40,5         | Albert Stegemann | CDU    |              |
| 2025 | 43,8         | Albert Stegemann | CDU    |              |

## Wahlergebnisse

### Bundestagswahl 2025
| Kandidaten                                             | Kandidaten                    | Parteien/Listen       | Erststimmen | Erststimmen | Zweitstimmen | Zweitstimmen |
| Kandidaten                                             | Kandidaten                    | Parteien/Listen       | Stimmen     | %           | Stimmen      | %            |
| ------------------------------------------------------ | ----------------------------- | --------------------- | ----------- | ----------- | ------------ | ------------ |
|                                                        | Daniela De Ridder             | SPD                   | 48.325      | 24,4        | 42.166       | 21,2         |
|                                                        | Albert Stegemanngewählt im WK | CDU                   | 86.995      | 43,9        | 78.007       | 39,3         |
|                                                        | Jeremy Zgrzebski              | Bündnis 90/Die Grünen | 14.462      | 7,3         | 17.256       | 8,7          |
|                                                        | Jens Beeck                    | FDP                   | 6.904       | 3,5         | 8.921        | 4,5          |
|                                                        | Danny Meiners                 | AfD                   | 27.995      | 14,1        | 28.484       | 14,3         |
|                                                        | Dirk Niklas Wörsdörfer        | Die Linke             | 10.169      | 5,1         | 12.611       | 6,3          |
|                                                        | Eva Wintering                 | Freie Wähler          | 2.832       | 1,4         | 1.271        | 0,6          |
|                                                        | –                             | Tierschutzpartei      | –           | –           | 1.618        | 0,8          |
|                                                        | –                             | dieBasis              | –           | –           | 330          | 0,2          |
|                                                        | –                             | Die PARTEI            | –           | –           | 764          | 0,4          |
|                                                        | –                             | Piraten               | –           | –           | 219          | 0,1          |
|                                                        | –                             | Volt                  | –           | –           | 731          | 0,4          |
|                                                        | –                             | PdH                   | –           | –           | 103          | 0,1          |
|                                                        | –                             | MLPD                  | –           | –           | 28           | 0,0          |
|                                                        | Ingo Dorendorf                | Bündnis Deutschland   | 632         | 0,3         | 287          | 0,1          |
|                                                        | –                             | BSW                   | –           | –           | 5.814        | 2,9          |
| Gesamt                                                 | Gesamt                        | Gesamt                | 198.314     | 100         | 198.610      | 100          |
|                                                        |                               |                       |             |             |              |              |
| Ungültige Stimmen                                      | Ungültige Stimmen             | Ungültige Stimmen     | 1.215       | 0,6         | 919          | 0,5          |
| Wähler                                                 | Wähler                        | Wähler                | 199.529     | 85,3        | 199.529      | 85,3         |
| Wahlberechtigte                                        | Wahlberechtigte               | Wahlberechtigte       | 233.785     |             | 233.785      |              |
|                                                        |                               |                       |             |             |              |              |
| Quellen: Die Bundeswahlleiterin, Kandidaten – Ergebnis |                               |                       |             |             |              |              |

### Bundestagswahl 2021
| Direktkandidatur  | Partei           | Erststimmen in % | Zweitstimmen in % |
| ----------------- | ---------------- | ---------------- | ----------------- |
| Albert Stegemann  | CDU              | 40,5             | 33,8              |
| Daniela De Ridder | SPD              | 29,2             | 30,9              |
| Jens Beeck        | FDP              | 9,7              | 11,7              |
| Danny Meiners     | AfD              | 5,0              | 5,1               |
| Everhard Hüseman  | GRÜNE            | 12,6             | 12,5              |
| Helmuth Hoffmann  | DIE LINKE        | 2,2              | 2,2               |
| Mario Kehl        | dieBasis         | 0,8              | 0,6               |
| -                 | Die PARTEI       | -                | 0,8               |
| -                 | Tierschutzpartei | -                | 0,9               |
| -                 | FREIE WÄHLER     | -                | 0,4               |
| -                 | PIRATEN          | -                | 0,2               |
| -                 | NPD              | -                | 0,1               |
| -                 | V-Partei³        | -                | 0,0               |
| -                 | ÖDP              | -                | 0,1               |
| -                 | MLPD             | -                | 0,0               |
| -                 | DKP              | -                | 0,0               |
| -                 | du.              | -                | 0,1               |
| -                 | LKR              | -                | 0,0               |
| -                 | Die Humanisten   | -                | 0,1               |
| -                 | Team Todenhöfer  | -                | 0,2               |
| -                 | Volt             | -                | 0,1               |

### Bundestagswahl 2017
Zur Wahl zum 19. Deutschen Bundestag am 24. September 2017 wurden 18 Landeslisten mit sieben Direktkandidaturen zugelassen.
Albert Stegemann (CDU) konnte sein Direktmandat mit 53,64 % erfolgreich verteidigen. Daniela De Ridder (SPD) erneuerte über die Landesliste ihr Mandat, und Jens Beeck (FDP) zog so über die Landesliste neu in den Bundestag ein.
Die Wahlbeteiligung lag mit 78,13 % über dem Bundes- und Landesdurchschnitt von 76,15 % bzw. 76,44 %.
| Direktkandidatur  | Partei           | Erststimmen in % | Zweitstimmen in % |
| ----------------- | ---------------- | ---------------- | ----------------- |
| Albert Stegemann  | CDU              | 53,64            | 49,38             |
| Daniela De Ridder | SPD              | 26,37            | 23,47             |
| Reinhard Prüllage | GRÜNE            | 4,98             | 6,04              |
| Roberto Linguari  | DIE LINKE.       | 3,81             | 4,57              |
| Jens Beeck        | FDP              | 5,65             | 9,05              |
| Danny Meiners     | AfD              | 5,01             | 5,42              |
| –                 | PIRATEN          | –                | 0,22              |
| –                 | NPD              | –                | 0,16              |
| –                 | Tierschutzpartei | –                | 0,53              |
| –                 | FREIE WÄHLER     | –                | 0,15              |
| –                 | MLPD             | –                | 0,02              |
| –                 | BGE              | –                | 0,08              |
| –                 | DiB              | –                | 0,07              |
| –                 | DKP              | –                | 0,02              |
| –                 | DM               | –                | 0,08              |
| –                 | ÖDP              | –                | 0,13              |
| Harald Nützel     | Die PARTEI       | 0,55             | 0,53              |
| –                 | V-Partei³        | –                | 0,07              |

### Bundestagswahl 2013
Die Wahl fand am 22. September 2013 statt. Es wurden 14 Landeslisten zugelassen.
| Direktkandidat             | Partei           | Erststimmen in % | Zweitstimmen in % |
| -------------------------- | ---------------- | ---------------- | ----------------- |
| Albert Stegemann           | CDU              | 59,0             | 56,1              |
| Daniela De Ridder          | SPD              | 29,0             | 26,0              |
| Manuel Nehmer              | FDP              | 1,6              | 4,2               |
| Birgit Kemmer              | GRÜNE            | 5,0              | 5,4               |
| Heinz Georg von Wensiersky | DIE LINKE.       | 2,7              | 3,0               |
| –                          | PIRATEN          | –                | 1,5               |
| Tobias Richter             | NPD              | 0,5              | 0,5               |
| –                          | Tierschutzpartei | –                | 0,5               |
| –                          | MLPD             | –                | 0,0               |
| Martina Härting            | AfD              | 2,2              | 2,5               |
| –                          | pro Deutschland  | –                | 0,1               |
| –                          | REP              | –                | 0,0               |
| –                          | FREIE WÄHLER     | –                | 0,2               |
| –                          | PBC              | –                | 0,1               |

### Bundestagswahl 2009
| Direktkandidat        | Partei                | Erststimmen in % | Zweitstimmen in % |
| --------------------- | --------------------- | ---------------- | ----------------- |
| Hermann Kues          | CDU                   | 54,6             | 47,2              |
| Dieter Steinecke      | SPD                   | 26,0             | 23,3              |
| Norbert Brüggemann    | FDP                   | 7,9              | 14,2              |
| Michael Fuest         | Bündnis 90/Die Grünen | 5,9              | 6,8               |
| Jörg-Friedrich Küster | Die Linke             | 4,9              | 5,5               |
| Malte Holzer          | NPD                   | 0,7              | 0,6               |
| –                     | Die Tierschutzpartei  | –                | 0,5               |
| –                     | PIRATEN               | –                | 1,4               |
| –                     | RRP                   | –                | 0,4               |